# فجر الإسلام (فلم)
فجر الإسلام هو فيلم تاريخي بطولة : محمود مرسي ونجوى إبراهيم ويحيى شاهين وعبد الرحمن علي وسميحة أيوب.
قصة وحوار: عبد الحميد جودة السحار.
سيناريو: عبد الحميد جودة السحار، صلاح أبو سيف.
تصوير: عبد العزيز فهمي.
مناظر: عبد المنعم شكري.
موسيقى: فؤاد الظاهري.
مونتاج: حسين عفيفي.
إنتاج: المؤسسة المصرية العامة للسينما.
ملحوظة: فيلم "فجر الإسلام" هو من أسوء الأفلام التاريخية في تاريخ السينما المصرية والعربية بما يحتويه من مشاهدِ إباحية، لا يُنصح بمشاهدته لمن هم دون سن الـ18.

## وصلات خارجية
- مقالات تستعمل روابط فنية بلا صلة مع ويكي بيانات

1. ↑  فجر الإسلام (فلم) في قاعدة بيانات الأفلام العربية